# Pedro Laín Entralgo
Pedro Laín Entralgo (Urrea de Gaén, província de Teruel, 15 de fevereiro de 1908-Madrid, 5 de junho de 2001) foi um médico, historiador, ensaísta e filósofo espanhol. Ele cultivou, fundamentalmente, a história médica e a antropologia. Ele recebeu o Prêmio Príncipe das Astúrias de Comunicação e Humanidades em 1989.

## A antropologia de Entalgo
Lain Entalgo procurou desenvolver uma antropologia integradora, cosmológica, dinâmica e evolutiva, postulando que o homem como se constitui atualmente só existe quando leva em conta seu passado histórico. A partir dessa ideia, Lain assinala 10 etapas dos períodos da história do processo da atividade do homo sapiens. São elas:
1. Época pré-histórica onde ocorre a transição do homo habilis para o homo sapiens.
2. A transição dos povos pré-históricos para os povos “primitivos” e o surgimento da escrita.
3. A formação das culturas arcaicas, bem como a constituição da cultura, política e religião.
4. A herança da razão da Grécia Antiga e do monoteísmo judeu.
5. A herança do cristianismo em Israel, no mundo helenístico e em roma.
6. A Alta Idade Média e a convivência entre o povo bizantino, os cristãos europeus e os islâmicos.
7. A troca de mercadorias e seu consequente progresso.
8. O Iluminismo e a Idade Moderna.
9. Os regimes totalitários (Comunismo, Nazismo e Fascismo), o progresso científico e o pós-modernismo.
10. A democracia e a liberdade política.

## Obras publicadas
- — (2010). Reconciliar España. [S.l.]: Editorial Triacastela. ISBN 978-84-95840-46-2
- — (2010). Escritos sobre Cajal. [S.l.]: Editorial Triacastela. ISBN 978-84-95840-46-2
- — (2006). España como problema. [S.l.]: Galaxia Gutenberg; Círculo de Lectores. ISBN 978-84-8109-548-7
- — (2003). El médico y el enfermo. [S.l.]: Editorial Triacastela. ISBN 978-84-95840-03-5
- — (1999). Qué es el hombre: evolución y sentido de la vida. [S.l.]: Círculo de Lectores. ISBN 978-84-226-7795-6
- — (1998). Historia universal de la medicina. [S.l.]: Masson. ISBN 978-84-458-0670-8
- — (1998). El problema de ser cristiano. [S.l.]: Círculo de Lectores. ISBN 978-84-226-6784-1
- — (1997). Idea del hombre. [S.l.]: Círculo de Lectores. ISBN 978-84-226-6148-1
- — (1997). Alma, cuerpo, persona. [S.l.]: Galaxia Gutenberg. ISBN 978-84-8109-039-0
- —. La Generación del 98. [S.l.]: Espasa-Colección Austral. ISBN 978-84-239-7405-7 Verifique |isbn= (ajuda)
- — (1996). Ser y conducta del hombre. [S.l.]: Espasa-Calpe. ISBN 978-84-239-7824-3
- — (1996). Cuerpo y alma. Estructura dinámica del cuerpo humano. [S.l.]: Espasa-Calpe. ISBN 978-84-239-7295-1
- — (1993). Creer, esperar, amar. [S.l.]: Galaxia Gutenberg; Círculo de Lectores. ISBN 8481090034
- — (1989). El cuerpo humano. Teoría actual. [S.l.]: Espasa-Universidad. ISBN 84-239-6543-0
- — (1988). Teoría y realidad del otro. [S.l.]: Alianza. ISBN 84-206-2352-0
- — (1976). Descargo de conciencia (1930–1960). [S.l.]: Barral[3]
- — (1973). La medicina actual. [S.l.]: Seminarios y ediciones s.a.
- — (1972). Sobre la amistad. [S.l.]: Espasa-Calpe
- — (1957). La espera y la esperanza. Historia y teoría del esperar humano. [S.l.]: Revista de Occidente
- — (1954). Historia de la Medicina (Medicina moderna y contemporánea). [S.l.]: Científico Médica
- — (1941). Los valores morales del Nacionalsindicalismo. [S.l.]: Editora Nacional